# Белинская
Бели́нская — железнодорожная станция Пензенского региона Куйбышевской железной дороги. На участке тепловозная тяга — тепловозы 2ТЭ10М и 2ТЭ10У. Обслуживает ТЧ-3 Пенза. Движение поездов было открыто в 1874 году.
Находится в городе Каменка, райцентре Пензенской области в 624 км от Казанского вокзала г. Москвы и в 86 км от станции Пенза I.

## История
В мае 1872 года на территории Пензенской губернии началось строительство железной дороги, станция получила своё первоначальное название благодаря пензенскому помещику Николаю Васильевичу Воейкову, добившемуся прохождения железной дороги через Каменку и участвующему в финансировании строительства дороги. Участок Моршанск — Пенза — Сызрань протяженностью 520 км был открыт 12 октября 1874 года.
В Каменке дважды встречали Николая Второго, первый раз в 1891 году, а второй — в 1904 г., для этого на станции была даже построена правительственная платформа.
После Октябрьской революции, в 1918 г. станция получила своё название по фамилии литературного критика В. Г. Белинского. Название связано с тем, что в 51 км от станции находится город Белинский с музеем-усадьбой В. Г. Белинского. В 35 км от станции находится музей-заповедник М. Ю. Лермонтова «Тарханы».
Станция стала настоящим стратегическим объектом в годы Великой Отечественной войны. Благодаря наличию железной дороги в Каменку были эвакуированы два завода с Украины. Здесь они объединились в завод «Белинсксельмаш». Со станции отправлялась на фронт военная продукция и на неё же привозили раненых.
В 60-70-х годах станция переживала новый расцвет. Рос грузооборот, набирал мощность ведущий градообразующий завод «Белинсксельмаш», строился сахарный завод. Через станцию проходили десятки пассажирских поездов, преимущественно в Среднюю Азию и на восток. В эти годы через станцию следовали поезда «Москва-Пекин», «Москва- Владивосток», «Москва-Душанбе», «Москва-Ташкент», «Москва-Ашхабад», «Москва-Алма-Ата», «Москва-Фрунзе», фирменный поезд «Сура».
28 декабря 1978 г. был построен новый вокзал. В 2020 году проведен капитальный ремонт здания вокзала и пассажирской платформы. В одном из помещений вокзала устроен музей железнодорожного транспорта.
7 июня 2022 года состоялось открытие на территории железнодорожного вокзала памятника 61-й стрелковой дивизии, первого в России.

## Дальнее следование по станции
| № поезда | Маршрут движения | № поезда | Маршрут движения |
| -------- | ---------------- | -------- | ---------------- |
| 93       | Пенза — Москва   | 94       | Москва — Пенза   |
| 121      | Пенза — Москва   | 122      | Москва — Пенза   |
| 131      | Орск — Москва    | 132      | Москва — Орск    |
| 149      | Самара — Минск   | 150      | Минск — Самара   |